# Steve Hogarth
Steve Hogarth, também conhecido como "h", é um cantor, compositor e músico inglês. Desde 1989 ele é o vocalista da banda de rock britânica Marillion, para a qual ele também toca teclados e violão adicionais. Hogarth foi anteriormente um tecladista e vocalista co-principal com Os Europeus e vocalista com How We Live.